# Parasyrisca vorobica
Parasyrisca vorobica Ovtsharenko, Platnick & Marusik, 1995 è un ragno appartenente alla famiglia Gnaphosidae.

## Etimologia
Il nome della specie deriva dal passo tagico in cui sono stati rinvenuti gli esemplari: il passo Vorobinyi; in aggiunta il suffisso -ica che, a detta del descrittore, è un'arbitraria combinazione di lettere.

## Caratteristiche
L'olotipo femminile rinvenuto ha lunghezza totale è di 9,00mm; la lunghezza del cefalotorace è di 2,85mm; e la larghezza è di 2,40mm.

## Distribuzione
La specie è stata reperita in Tagikistan: l'olotipo femminile è stato rinvenuto a 3000 metri di altitudine sul passo Vorobinyi, nella catena montuosa dei monti Gissar, al confine fra Tagikistan e Uzbekistan.

## Tassonomia
Al 2015 non sono note sottospecie e dal 1995 non sono stati esaminati nuovi esemplari.